# Beatrice Adagala
Beatrice Kahai Adagala é uma política queniana que actualmente serve na Assembleia Nacional do Quénia como representante feminina do condado de Vihiga.
Em 2020, ela foi um dos 10 membros do parlamento que apelaram a uma investigação sobre a riqueza do vice-presidente William Ruto.